# Varászló
Varászló község Somogy vármegyében, a Marcali járásban.

## Fekvése
A megye nyugati peremén fekszik, a Nemesdéd-Miháld közti 6817-es út mentén; nyugati szomszédja, Pat már Zala vármegye Nagykanizsai járásához tartozik. Keleti szomszédja Nemesdéd település.

## Története
Nevét 1278-ban Warazlou alakban említették először. 1417-ben már részben a Kanizsai család birtoka volt. Ekkor Kanizsai Miklós özvegye a Radóiaktól és Szentpáli Varászló Miklóstól szerzett itt birtokrészeket. Ugyanakkor a szentpéteri pálosok egy malmot kaptak a Kanizsai családtól. 1445-ben egy részét Bakonoki Török László szerezte meg. 1449-ben a Laki Thúz, a Létai és a Szécsényi családok voltak itt birtokosok. 1486-ban  Mátyás királytól nyerte adományul tolnai Bornemissza János alkincstartó. 1536-ban Szanthay János özvegye, 1550-ben Alya Benedek volt a földesura. 
1701-1703-ban már csak puszta, és Rapoli Miklós birtoka volt. 1726-ban és 1733-ban Festetics Kristófé volt. 1776-ban Vrancsics Pál ezredes, Tahy Imre és Baranyay Imre özvegyének birtoka. Az 1835-1844. években Boronkay Béla és Vrancsics Pál, 1856-ban pedig gróf Zichy Károly, a 20. század elején pedig gróf Zichy Béla itt a nagyobb birtokos.

## Közélete

### Polgármesterei
- 1990–1994: Gresa Gyula (független)[3]
- 1994–1998: Gresa Gyula (független)[4]
- 1998–2002: Gresa Gyula (független)[5]
- 2002–2006: Gresa Gyula (független)[6]
- 2006–2010: Gresa Gyula (független)[7]
- 2011–2014: Kuti Lászlóné (független)[8]
- 2014–2019: Kuti Lászlóné (független)[9]
- 2019–2024: Bata Gábor (független)[10]
- 2024– : Bata Gábor (Fidesz-KDNP)[1]

A településen a 2010. október 3-án megtartott önkormányzati választás után, a polgármester-választás tekintetében nem lehetett eredményt hirdetni, mert az öt (kivétel nélkül független) jelölt közül  Bata Gábor és Kuti Lászlóné is 45-45 érvényes szavazatot szerzett, ezáltal szavazategyenlőség alakult ki az első helyen. Az emiatt szükségessé vált időközi választást 2011. január 16-án tartották meg, ezen már csak az őszi holtversenyben részes két polgármesterjelölt indult el, és 17 szavazatnyi különbséggel Kuti Lászlóné nyerte el a polgármesteri posztot.

## Népesség
A település népességének változása:
| Lakosok száma | 153  | 159  | 155  | 135  | 130  | 136  | 130  |
|               | 2013 | 2014 | 2015 | 2021 | 2022 | 2023 | 2024 |

A 2011-es népszámlálás során a lakosok 92,5%-a magyarnak, 4,1% cigánynak, 5,4% németnek mondta magát (2,7% nem nyilatkozott; a kettős identitások miatt a végösszeg nagyobb lehet 100%-nál). A vallási megoszlás a következő volt: római katolikus 79,6%, református 2,7%, evangélikus 7,5%, felekezeten kívüli 3,4% (6,8% nem nyilatkozott).
2022-ben a lakosság 76,2%-a vallotta magát magyarnak, 12,3% németnek, 1,5% egyéb, nem hazai nemzetiségűnek (15,4% nem nyilatkozott; a kettős identitások miatt a végösszeg nagyobb lehet 100%-nál). Vallásuk szerint 59,2% volt római katolikus, 0,8% református, 0,8% evangélikus, 10% felekezeten kívüli (29,2% nem válaszolt).

## Nevezetességei
- Boronkay-kúria